# Samtgemeinde
Une Samtgemeinde est une forme d'intercommunalité en Basse-Saxe, en Allemagne. Elle exerce certaines compétences pour ses communes membres. La plupart des communes de Basse-Saxe se sont réunies au sein de Samtgemeinden.

## Aspects juridiques
Le législateur a voulu donner aux petites communes la possibilité de renforcer leur pouvoir administratif. Elles peuvent se regrouper administrativement et créer des Samtgemeinden.
Une Samtgemeinde doit compter au moins 7 000 habitants à sa création. Elle ne forme pas une Einheitsgemeinde, mais une communauté administrative pour ses communes membres juridiquement indépendantes. Comme ses communes membres, une Samtgemeinde est une personne morale autonome et a la capacité d'employer du personnel, elle a donc une personnalité juridique propre et est assujettie au même contrôle que ses communes membres. Pour couvrir leurs dépenses, les Samtgemeinden peuvent, de manière similaire aux arrondissements, prélever une participation de leurs communes membres sur leur part d'impot.
Pour créer une Samtgemeinde, les communes membres doivent publier des statuts, dans lesquels doivent être indiqués les communes membres, le siège et les compétences des communes qui lui sont transférées. Une modification des statuts doit être décidée par le Samtgemeinderat, à la majorité de ses membres. Après la création de la Samtgemeinde, le sort de celle-ci n'est plus entre les mains des seules communes membres, mais dans celles des organes de la Samtgemeinde. L'admission ou l'exclusion de communes membres peut toutefois être soumise à l'approbation de la majorité des communes membres. Pour conclure la création, les statuts doivent être communiqués à l'autorité de contrôle communal.

## Organes
Les Samtgemeinden ont trois organes :
- un maire (Samtgemeindebürgermeister) élu directement pour huit ans
- un conseil (Samtgemeinderat) élu directement pour cinq ans
- un comité (Samtgemeindeausschuss)

Le comité est composé du maire, qui en exerce la présidence, et, selon la taille du conseil, de quatre à dix adjoints. Ces mandats sont attribués en fonction des sièges des différentes fractions et groupes au conseil, selon la méthode de Hare-Niemeyer.

## Compétences
Parmi les compétences des Samtgemeinden figurent entre autres l'évacuation des eaux usées, le plan d'occupation des sols (Flächennutzungsplan), ainsi que les services de cimetières et de sapeurs-pompiers. Elles assument également la tutelle des écoles primaires la construction et l'entretien de la voirie municipale, la construction et l'entretien de bibliothèques et d'installations sportives, à condition qu'ils servent à plusieurs communes, et peuvent se voir confier d'autres compétences communales, telles que le tourisme. Dans les domaines ainsi transférés, la Samtgemeinde peut adopter les textes appropriés. Les Samtgemeinden remplissent en outre toutes les tâches dans leur rayon d'action confié par les communes membres, tels que le paiement des prêts étudiants et l'aide au logement.

## Source
- (de) Cet article est partiellement ou en totalité issu de l’article de Wikipédia en allemand intitulé « Samtgemeinde » (voir la liste des auteurs).